# Adam Ottavino
Adam Robert Ottavino (New York, 22 novembre 1985) è un giocatore di baseball statunitense naturalizzato italiano, lanciatore di rilievo per i Boston Red Sox della Major League Baseball (MLB).

## Carriera

### Minor League
Ottavino nacque a Manhattan e si trasferì con la famiglia a Brooklyn all'età di 3 anni. Frequentò la scuola elementare "Public School 39" e la "scuola superiore Berkeley Carroll" entrambe nel quartiere di Park Slope. Da quest'ultima dopo aver ottenuto il diploma, venne selezionato la prima volta nel 30º turno del draft MLB 2003 dai Tampa Bay Devil Rays. Dopo aver scelto di non firmare, Ottavino si iscrisse alla Northeastern University di Boston, prima di iniziare la sua carriera professionistica nel 2006, dopo essere stato selezionato nel primo turno, come 30ª scelta assoluta del Draft, dai St. Louis Cardinals. Cominciò l'anno stesso giocando tra la classe A-breve e la classe A. Nel 2007 giocò interamente nella classe A-avanzata. Nel 2008 venne promosso nella Doppia-A e nel 2009 passò in Tripla-A, iniziando la stagione 2010 in quest'ultima categoria.

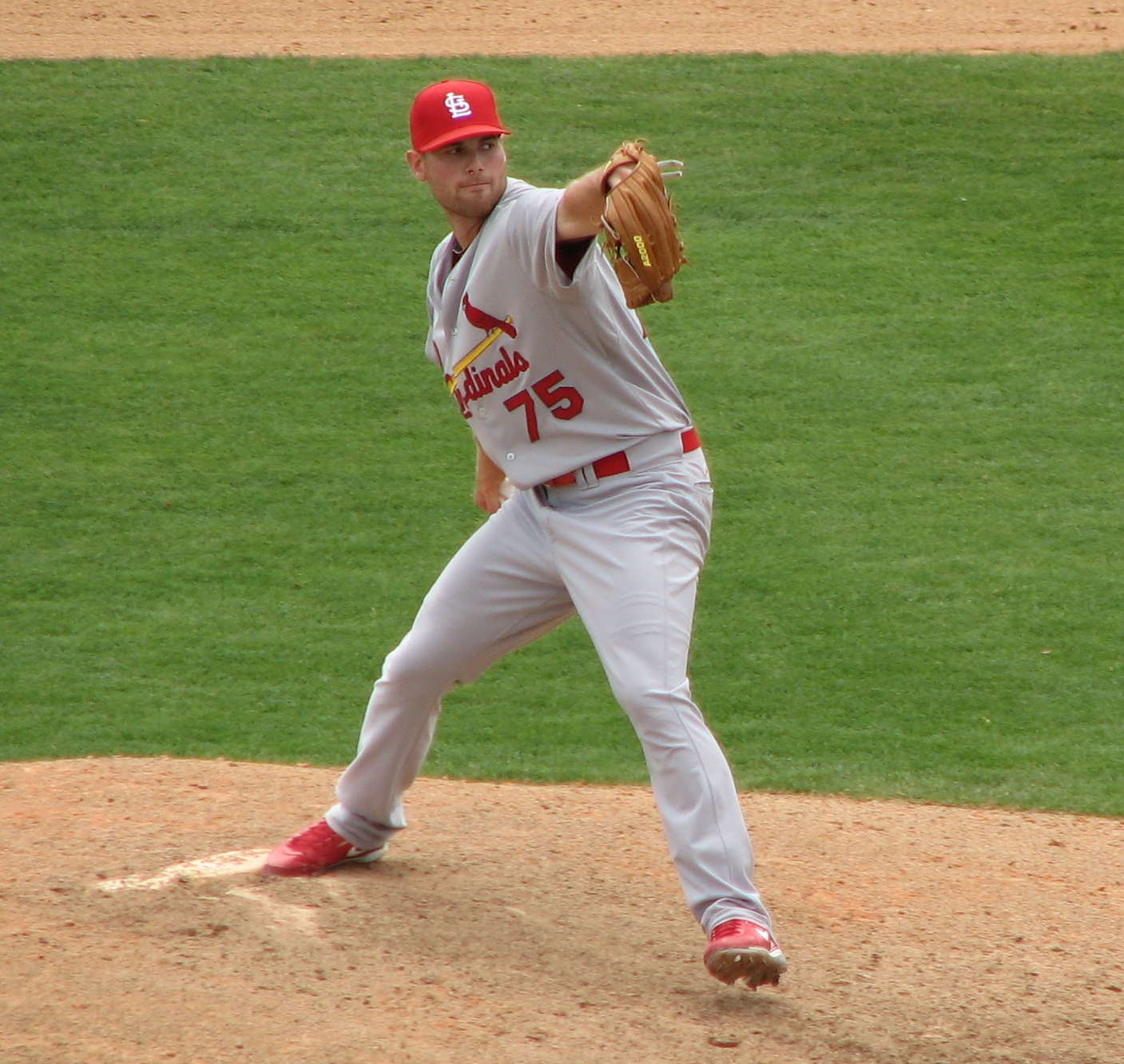
Ottavino con i Cardinals nel 2010

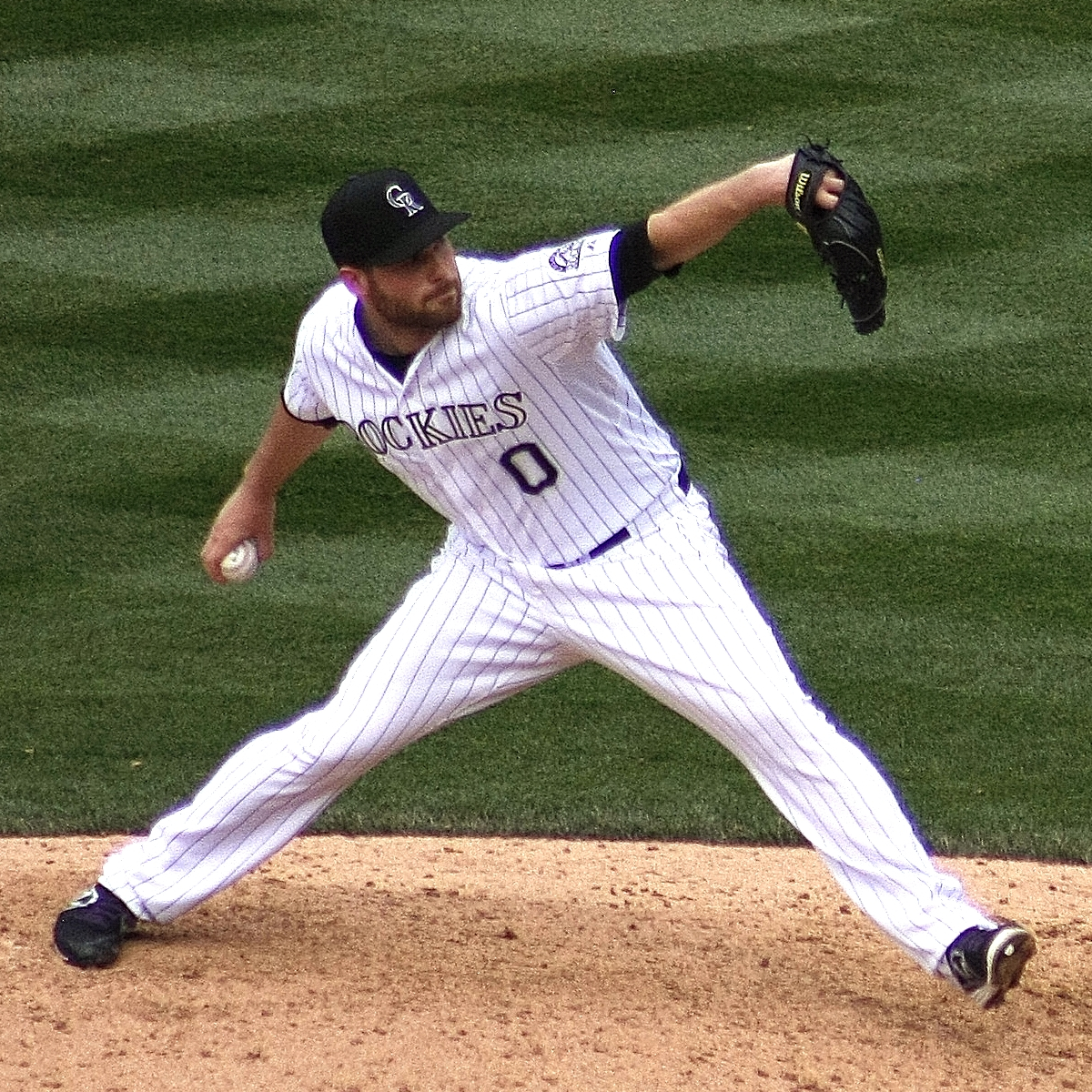
Ottavino con i Rockies nel 2014

### Major League
Ottavino debuttò nella MLB il 29 maggio 2010, al Wrigley Field di Chicago contro i Chicago Cubs, come lanciatore partente. Concluse la sua prima stagione regolare con 5 partite disputate in Major League e 9 giocate nella Tripla-A della Minor League. Nel 2011 giocò per l'intera stagione nella Tripla-A.
Il 3 aprile 2012, venne prelevato tra i waivers dai Colorado Rockies, che lo assegnarono inizialmente in Tripla-A e dopo non molto nella prima squadra, come lanciatore di rilievo. Nel 2015 divenne il lanciatore di chiusura della squadra, ma il 4 maggio dovette sottoporsi alla Tommy John surgery al gomito destro, terminando in anticipo la stagione. Durante la pausa invernale firmò un contratto triennale con i Rockies del valore complessivo di 10.4 milioni di dollari. Tornò in campo dopo l'infortunio nel 2016, partecipando in totale a 34 partite. Divenne free agent a stagione 2018 conclusa.
Il 24 gennaio 2019, Ottavino firmò un contratto triennale con i New York Yankees del valore complessivo di 27 milioni di dollari.
Il 25 gennaio 2021, gli Yankees scambiarono Ottavino assieme al giocatore di minor league Frank German con i Boston Red Sox per un giocatore da nominare in seguito. Divenne free agent a fine stagione.
Il 14 marzo 2022, Ottavino firmò un contratto annuale con i New York Mets.

## Nazionale
Ottavino ha origini italiane, e per tale ragione ha potuto partecipare all'edizione 2009 del World Baseball Classic con la Nazionale di baseball dell'Italia.